# Samsung Galaxy Note
De Samsung Galaxy Note of Samsung Galaxy N7000 is een product van de Zuid-Koreaanse fabrikant Samsung. De Galaxy Note behoort tot een groep toestellen die een kruising vormen tussen een smartphone en een tablet-pc, een zogenoemde phablet. Het toestel heeft een beeldscherm met een schermdiagonaal van 13,5 cm waarmee het toestel het gat tussen de traditionele smartphone (tot 5 inch, 12,7 cm) en de tablet (vanaf 7 inch, 17,8 cm) vult. De phablet maakt gebruik van Googles mobiele besturingssysteem Android in combinatie met Samsungs eigen gebruikersinterface TouchWiz.
Een van de belangrijkste kenmerken is de bijbehorende 'S-Pen', waarmee dingen op het scherm geselecteerd kunnen worden, een deel van de pagina kan worden geknipt en gekopieerd, en vervolgens kan deze selectie geplakt en bewerkt worden via een speciaal bijgeleverde bewerkingsprogramma.
Sinds de introductie op 1 september 2011 werden er meer dan 5 miljoen toestellen in zes maanden verkocht. Vanwege het grote succes heeft Samsung een 10,1 inch (25,7 cm) grote tabletversie van de Galaxy Note ontwikkeld, de Samsung Galaxy Note 10.1. Net als zijn kleinere broer krijgt deze ook een 'S-Pen' meegeleverd.
De Samsung Galaxy Note is opgevolgd door de Samsung Galaxy Note II.